# Pépieux
Pépieux là một xã của Pháp, nằm ở tỉnh Aude trong vùng Occitanie. Người dân địa phương trong tiếng Pháp gọi là Pépieuxois.
Xã này tọa lạc ở Minervois, cự ly 34 km so với Carcassonne, 34 km so với Narbonne và 48 km so với Béziers.

## Hành chính
| Danh sách các xã trưởng                |           |                   |      |                                     |
| Giai đoạn                              | Giai đoạn | Tên               | Đảng | Tư cách                             |
| 2008                                   | 2014      | Pascal Vallière   | PS   |                                     |
| 1989                                   | 2008      | André Lacube      | PS   |                                     |
| 1945                                   | 1989      | Jean Gastou       | PS   |                                     |
| 1902                                   | 1915      | Antoine Poussines |      | Tổng ủy viên tổng Peyriac-Minervois |
| Tất cả các dữ liệu trước đây không rõ. |           |                   |      |                                     |

## Thông tin nhân khẩu
| Năm | 1962 | 1968 | 1975 | 1982 | 1990 | 1999 |
| --- | ---- | ---- | ---- | ---- | ---- | ---- |
| Dân số | 715  | 807  | 913  | 992  | 1041 | 949  |
| From the year 1968 on: No double counting—residents of multiple communes (e.g. students and military personnel) are counted only once. |      |      |      |      |      |      |